# Mona Johannesson
Mona Johannesson (18 de septiembre de 1987) es una modelo sueca. En Suecia, es considerada una de las top models del país.
Johannesson fue descubierta a los 14 años por un cazatalentos de IMG Models mientras asistía a un compeonato de hípica en Gotenburgo, Suecia. Modeló ocasionalmente mientras aún estaba en el colegio. Una vez finalizó su educación, se mudó a Londres. La fama le llegó cuando la revista Fjords recreó las poses más famosas de la modelo Kate Moss y Johannesson fue llamada "La siguiente Kate Moss", por Vogue. El apodo de "Baby Kate" se ha quedado con ella desde entonces.  Para enero de 2005, ya había parecido en la Vogue británica e italiana, Pop y la Vanity Fair italiana.
Johannesson ha desfilado para Chanel, Dolce & Gabbana, Nina Ricci, Miu Miu, Burberry, entre otros. Sus campañas incluyen Armani Exchange, Boucheron, Bulgari, Burberry Blue, Cacharel, Costume National, Filippa K, Hogan, Hugo by Hugo Boss, H&M Divided, iBlues, J.Crew, Kurt Geiger, Les Printemps, Nina Ricci, Tse Cashmere, Ungaro Fuchsia, y Valentino RED.
En la actualidad es el rostro de la fragancia de Valentino, Rock & Rose y de Tommy Hilfiger, Dreaming.